# Eric Forrester
Eric Forrester is een personage uit de Amerikaanse soapserie The Bold and the Beautiful. Eric, gespeeld door John McCook is een van de vier originele personages die nog steeds in de serie is en door dezelfde acteur wordt gespeeld. In 1996, 2005 en 2008 maakte hij ook gastoptredens als hetzelfde personage in zusterserie The Young and the Restless.

## Personagebeschrijving

### Stephanie
Eric leerde Stephanie kennen op de Northwestern-universiteit. Hij was verliefd op Beth Henderson, maar nadat Stephanie zwanger werd trouwde hij met haar. Ze kregen vijf kinderen; Ridge, Thorne, Kristen, Felicia en Angela. Angela was echter gehandicapt en Stephanie liet haar opnemen in een tehuis en vertelde aan Eric dat ze overleden was.
Toen de serie begon in 1987 was Stephanie de gastvrouw van een societyfeest en Beth Logan was samen met haar dochter Brooke een van de cateraars. De keuze van de cateraar zou het leven voor Stephanie voorgoed veranderen. Eric was erg blij om zijn oude liefde Beth terug te zien en Ridge leerde hier Brooke kennen.
In 1988 vroeg Eric de scheiding aan zodat hij bij Beth kon zijn. Stephanie ging met tegenzin akkoord, maar probeerde haar huwelijk toch nog te redden door Stephen Logan op te sporen. Stephen had zijn gezin in 1980 in de steek gelaten omdat hij dacht dat Beth voor altijd van Eric zou houden. Beth en Stephen gaven hun huwelijk een nieuwe kans en later overtuigde Stephanie Bill Spencer om Stephen een job aan te bieden in Parijs. Stephen en Beth verhuisden en Eric bleef met Stephanie getrouwd.
Dit jaar verscheen ook Sally Spectra ten tonele. Zij was de aartsvijand van Stephanie en Eric omdat ze al jaren ontwerpen stal van Forrester en die dan goedkoop namaakte bij Spectra Fashions.
Dan begon Eric Stephanie ervan te verdenken een affaire te hebben omdat ze elke week ergens naartoe ging waarvan niemand op de hoogte was. Stephanie bekende aan Eric dat hun dochter Angela niet overleden was bij de geboorte, maar dat ze geboren werd met microcefalie en dat ze dit geheim hield om Eric te sparen. De hele familie kwam dit te weten en geregeld gingen ze bij Angela op bezoek. Kristen wilde zelfs dat Angela in het Forrester huis kwam wonen, maar dan kwam de waarheid aan het licht. Angela was op haar dertiende omgekomen na een accident met haar rolstoel en de dokter huurde iemand anders in om zich als Angela voor te doen om zo de vergoeding die Stephanie betaalde te blijven opstrijken. In een verkeersongeluk kwam de dokter om het leven en werd Angela zwaar verminkt. Later dook ze weer gesluierd op en werd bevriend met Thorne onder de naam Deveney Dixon. Thorne wilde haar helpen en stelde plastische chirurgie voor. Bij de reconstructie herkende Thorne het gezicht van Angela en Deveney werd ontmaskerd.

### Huwelijk met Brooke
Eric en Stephanie waren de oprichters van het modehuis Forrester Creations. Het huwelijk met Stephanie zat in het slop en toen hij ontdekte dat Stephanie ervoor gezorgd had dat Stephen Logan samen met Beth naar Parijs moest verhuizen wilde hij haar niet meer. Hij vond troost bij Brooke, die zelf afgewezen werd door Ridge. Eric wilde scheiden in Reno, Nevada en Stephanie stemde hiermee in, maar wist niet dat hij dit deed zodat hij binnen de zes maanden weer kon trouwen, wat in Californië niet zou gaan. Toen Stephanie erachter kwam dat hij een relatie had met Brooke was ze woedend. Op de trouwdag fantaseerde Brooke nog van Ridge. Later werd ze zwanger en kreeg ze een zoon Eric Junior, die later de naam Rick aannam.
Stephanie, die Eric terug wou hield Brooke goed in de gaten en liet een verborgen camera installeren in haar laboratorium. De camera stond er een hele tijd, maar Brooke deed niets verkeerd. Ze groeide wel weer dichter naar Ridge toe. Toen Brooke de BeLieF-formule uitvond, waardoor linnen niet meer kreukt, waren zij en Ridge zo opgetogen dat ze elkaar kusten en uiteindelijk seks hadden in het laboratorium. Brooke vertelde dat zij en Ridge verliefd waren, maar Eric weigerde te scheiden. Brooke deed gemeen tegen Eric, maar hij gaf niet af. Hij deed haar een voorstel, ze moest twee maanden nog bij hem blijven en dan zou hij haar een scheiding toestaan, hij was ervan overtuigd dat Ridge niet op haar zou wachten. Ridge groeide inmiddels naar Taylor Hayes toe en nadat Eric het leven van de kleine Rick redde vond Ridge dat hij het huwelijk van zijn vader niet kon verstoren. Brooke ging naar Ridge en vond hem in bed met een ordinaire slet. Ze was erg aangedaan dat hij haar bedrogen had en ging weer terug naar haar appartement waar Stephanie al aanwezig was om Eric in te palmen. Ridge had Brooke echter niet bedrogen en had iemand ingehuurd om bij hem in bed te komen liggen. Brooke ontdekte dit en wist nu zeker dat Ridge van haar hield, maar die had intussen Taylor meegenomen mee naar het eiland St.-Thomas en vroeg haar daar ten huwelijk. Ondanks de verloving van Taylor en Ridge besloten Eric en Brooke toch om hun huwelijk te beëindigen.

### Verlies controle over Forrester Creations en Bridget
Eric vroeg een patent aan op de BeLieF-formule, maar zijn advocaat merkte op dat Brooke eigenaar was van de formule en niet Forrester Creations omdat Brooke technisch gezien niet werkte voor Forrester omdat ze Erics vrouw was en geen salaris kreeg. Ridge liet Brooke papieren ondertekenen waarin ze de rechten afstond. Ridge zei haar wel dat ze de papieren moest lezen, maar Brooke vertrouwde Ridge blindelings en tekende de papieren. Brookes advocaat Connor Davis, die verliefd was op haar en Ridge haatte, werd achterdochtig en ontdekte wat er aan de hand was. Brooke was woedend toen ze het bedrog van Ridge ontdekte en dreigde de Forresters aan te klagen voor fraude. Eric werd gedwongen om 51% van de aandelen van Forrester aan Brooke te geven. Op de trouwdag van Ridge en Taylor ontdekte Brooke dat ze zwanger was. Ze spande samen met Stephanie om het huwelijk te verhinderen. Brooke kwam echter net te laat en Stephanie zei haar dat het voorbij was. Brooke vertelde het nieuws aan Ridge, die dacht dat het kind van Eric was, maar dan zei Brooke dat hij de vader was. Toen Eric het hoorde zei hij dat hij ook de vader kon zijn omdat hij ook nog met Brooke geslapen had, toen zij gedronken had. Brooke, die zich dit niet meer kon herinneren, was erg kwaad omdat er nu een vaderschapstest moest gedaan worden. Eric leerde nu Sheila Carter kennen, die voor Forrester kwam werken als bedrijfsverpleegster en ze werden verliefd op elkaar. Nadat Brooke bevallen was werd er een vaderschapstest gedaan. Sheila wilde de etiketten op de bloedstalen verwisselen omdat ze vreesde dat Eric de vader was. Veiligheidsagent Mike Guthrie betrapte haar en draaide de stalen rond zodat ze niet meer wisten van wie welke staal was en dus ook de uitslag van de test zou niet volledig juist zijn. Ridge werd aangeduid als vader en Brooke besloot om het kind Bridget te noemen, een samenstelling van Brooke en Ridge.

### Sheila
Stephanie vertrouwde Sheila nooit en vermoedde dat ze iets verborgen hield over haar verleden. Ze wist dat Sheila uit Genoa City kwam en dacht toen dat Lauren Fenmore, die met haar kledingwinkel al jaren klant was bij Forrester, de sleutel zou zijn tot Sheila’s verleden. Lauren deed eerst alsof haar neus bloedde omdat Sheila haar chanteerde omdat ze een affaire had met Brad Carlton, maar nadat ze hoorde over het nakende huwelijk ondernam ze actie. Brad ging naar LA om de foto’s terug te krijgen en Sheila gaf deze ook, maar had wel nog een kopie bewaard.
Lauren ging naar Sheila de avond voor haar huwelijk en confronteerde haar. De dames begonnen te vechten en Sheila had Lauren bijna vermoord. Lauren kon ontsnappen maar waarschuwde Sheila dat ze haar zou ontmaskeren als ze haar jawoord gaf aan Eric. De volgende ochtend ging Lauren naar haar badkamer waar ze een grote foto zag van haar en Brad. Op de bruiloft droeg iedereen zwart, omdat niemand een fan was van Sheila. Nadat Sheila Lauren opmerkte liet ze Eric aan het altaar staan. Toen iedereen weg was kwam ze terug en overtuigde Eric om met haar te trouwen.
Mike Guthrie chanteerde Sheila om zo zelf een job te krijgen bij Forrester en Lauren was vastberaden om Sheila te ontmaskeren zonder zelf schade te lijden. Wat Lauren niet wist was dat haar man Scott Grainger aan een mysterieuze ziekte leed en stervende was. Sheila ontdekte dit en maakte zich aan Scott bekend. Hij vergaf haar voor al de zonden die ze gedaan had en dacht dat ze veranderd was. Inmiddels dacht Eric dat hij een fout gemaakt had door met Sheila te trouwen. Lauren dacht dat Scott de sleutel zou zijn tot Sheila’s ondergang en toen ze hoorde dat Eric en Sheila op vakantie gingen naar Santa Catalina regelde Lauren het zo dat zij en Scott ook zouden gaan zodat Scott Sheila zou zien en haar ontmaskeren. Helaas liep het plan helemaal fout omdat Lauren niet wist dat Scott Sheila al gezien had en toen hij haar zag in het hotel zei hij er niets van tegen Eric. Zijn gezondheid was verslechterd en op zijn sterfbed liet hij Lauren zweren dat zolang Sheila zich zou gedragen ze niets zou zeggen. Lauren ging akkoord. Sheila was erbij toen Scott stierf en verzorgde hem als verpleegster. Eric, die ervan uitging dat Scott een vreemde was voor Sheila, was vertederd door het feit dat Sheila zo zorgde voor Scott en besloot zijn huwelijk een nieuwe kans te geven.
Jay Garvin, de therapeut van Sheila, zag dat ze nog niets veranderd was en zei haar dat hij haar misdaden niet langer voor zich kon houden. Na een fikse ruzie duwde ze hem per ongeluk van het balkon af en hij stierf. Stephanie riep de hulp in van James Warwick, die meteen zag dat alles bij Sheila een façade was. Sheila wilde koste wat kost haar huwelijk met Eric redden en probeerde zwanger te worden. Ze verleidde zelfs Brookes advocaat Connor Davis in de hoop zwanger te worden. Ze zei aan Eric dat ze zwanger was, maar dan zei hij dat hij een vasectomie had ondergaan na zijn twee kinderen met Brooke en dat hij de vader niet kon zijn. Sheila ging ermee akkoord om in therapie te gaan bij James, maar hij kon geen doorbraak forceren. Lauren was niet langer bereid de waarheid achter te houden en Sheila probeerde haar te verdrinken in het bubbelbad. Lauren veinsde dat ze dood was door stil te blijven, terwijl ze de lucht kon inademen van de bubbels. Ze ontsnapte en vertelde alles aan James. Nog voor James het aan de Forresters kon vertellen nam Sheila hem gevangen en verborg hem in een verborgen kamer van haar huis, dat vroeger van Harry Houdini was. Zij en Mike hielden James wekenlang gevangen in de Houdini-kooi. Sheila kreeg echter sympathie voor James en liet hem vrij. James vertelde nu echter alles aan de Forresters. Sheila lokte hen allemaal naar het Forrester-huis en hield iedereen onder schot. Ze verweet hen dat ze haar niet steunden in haar zoektocht naar simpele liefde. Dan probeerde ze zelfmoord te plegen door vergif in te nemen, maar ze overleefde dit en werd naar een instelling gestuurd. Maanden later bezochten Eric en Stephanie haar en vroegen haar om de scheidingspapieren te tekenen. Sheila ging akkoord en haar therapeut Brian Carey vond dat Sheila ontzettend veel vooruitgang had gemaakt en wilde haar vrijlaten, wat de Forresters absoluut niet wilden. Sheila kwam vrij en wilde al haar fouten goed maken.

### Taylor en Lauren
Nadat Taylor opstond uit de doden en Ridge verkoos om bij Brooke te blijven zocht Taylor troost bij Eric. Ze werden verliefd op elkaar, maar Taylor beëindigde de relatie omdat ze haar vriendin Stephanie wilde sparen. Tot op de dag van vandaag weten noch Ridge noch Stephanie dat Taylor en Eric ooit iets gehad hebben. Lauren Fenmore had Genoa City inmiddels geruild voor Los Angeles en Eric werd nu verliefd op haar. Omdat Stephanie een vriendin van haar was zette Lauren echter een stap terug, hoewel ze van Eric hield. Sally Spectra had hun verhouding echter ontdekt en was in het bezit gekomen van een foto van Lauren en Eric in bed. Op de huwelijksceremonie van Eric en Stephanie duwde Sally de foto in de bijbel en toen Stephanie dit ontdekte blies ze de trouw af. Lauren was nu haar vijand. Na een bezoek aan Venetië crashte het vliegtuig van Eric en Lauren boven Groenland. Ze werden gevangengenomen door de geflipte Rush Carrera, die uiteindelijk vermoord werd door Eric. Dan kwam Johnny Carrera, de tweelingbroer van Rush in het leven van Lauren en ze begon een relatie met hem alhoewel ze nog verliefd was op Eric. Johnny zag dit in en vertrok naar New York. Eric en Lauren konden nu samen zijn, maar na een tijd was ook deze relatie voorbij en trok Lauren de wijde wereld in.

### Hereniging met Stephanie
In 1999 begon Brooke een affaire met Thorne. Stephanie kreeg een beroerte toen ze hen samen zag en in het ziekenhuis deed Eric een huwelijksaanzoek en de twee trouwden in haar ziekenkamer. Thorne en Macy Alexander waren getuigen. De volgende maanden hielden Thorne en Brooke hun relatie geheim voor Stephanie. Na maanden hard werken kon Stephanie terug lopen. Om de twee uit elkaar te halen bedacht Eric een plannetje op reis in Venetië. Ridge moest Brooke verleiden zodat Thorne kon zien dat Brooke enkel en alleen van Ridge hield. Ridge deed zijn uiterste best en Thorne geloofde dit en trouwde met Macy. Nadat Macy overleden was en Thorne een speech gaf op de begrafenis kon Sally zich niet langer bedwingen en riep dat Brooke de reden was dat Macy dood was en dat Brooke en Thorne terug samen waren. Hierdoor stortte Stephanie in en kreeg een nieuwe, minder zware, beroerte. Uiteindelijk trouwden Brooke en Thorne, zelfs met de zegen van Stephanie. Ze kreeg uiteindelijk wel gelijk toen Brooke haar gevoelens voor Ridge niet langer kon verbergen.
In 2001 kwam Massimo Marone naar LA. Hij en Stephanie waren al bevriend van toen ze kinderen waren. Nadat Ridge een accident kreeg en de dokter tegen Stephanie vertelde dat Eric een andere bloedgroep had dan Ridge besefte Stephanie dat Massimo de vader van Ridge moest zijn. Ze wilde niet dat dit uitkwam en smeekte Massimo om dit geheim te houden. Hij ging hiermee akkoord op voorwaarde dat ze bij hem zou intrekken. Na een tijdje bloedde de relatie dood, Stephanie was niet echt verliefd op Massimo en nadat hij haar aanbood om op cruise te vertrekken koos zij ervoor om in LA te blijven en Brooke te helpen met haar baby. Sheila was inmiddels ook weer in de stad en bedreigde Eric met een pistool. Taylor dacht dat Eric in gevaar was en ging naar zijn thuis, waar ook Brooke was. Sheila schoot Taylor en Brooke neer en Taylor stierf. De tragedie bracht Eric en Stephanie weer bij elkaar. Om Ridge op te beuren daagde hij hem uit tot een modeduel, Ridge werkte inmiddels voor Spectra, in Portofino. Na de show zou de winnaar bekendgemaakt worden, maar Ridge stopte de wedstrijd en verklaarde dat ze beiden gewonnen hadden.
Eric was er kapot van om te horen dat Ridge niet zijn zoon was, maar bleef een goede relatie met hem houden. De relatie met zijn zoon Thorne verzuurde wel. Eerst maakte hij Thorne directeur van Forrester maar toen Ridge plots terugkwam gaf hij hem een voorkeursbehandeling. Thorne eiste dat Eric een van hen zou aanduiden als nieuwe bedrijfsleider en hij besliste om op pensioen te gaan. Brooke zag echter dat Eric eerst iets anders had besloten en Thorne wilde zijn eigenlijke beslissing weten. Toen Eric zei dat hij voor Ridge gekozen had was hij verbolgen en hij ging voor Spectra werken. Later deden Eric en Stephanie er alles aan om Thorne terug te krijgen en toen hij bewees dat hij ook een goede zakenman was kreeg hij eindelijk het respect van zijn ouders waar hij al jaren naar hunkerde.
Op de bruiloft van Nick en Bridget was er een gillende vrouw, die later Taylor bleek te zijn.
Stephanie maakte een bocht van 180° door Brooke uit te spuwen en Taylor weer te omarmen. Ze vond dat Brooke een stap opzij moest zetten en zelfs de opvoeding van Ridge Junior aan Taylor en Ridge overlaten. Ze deed er alles aan om Ridge en Taylor te verenigen en in een ultieme poging veinsde ze een hartaanval, waarvoor ze dokter Mark MacClaine 1 miljoen dollar betaalde. Het was Jackie Marone die de waarheid aan het licht bracht en iedereen liet Stephanie vallen. Eric scheidde van haar en ook Ridge en Taylor waren woedend.
Stephanie, die op een dieptepunt in haar leven was, maakte zich klaar om Los Angeles te verlaten toen Eric met Brooke hertrouwde. Maar dan vond Stephanie een document waarin stond dat zij de rechtmatige eigenaar was van Forrester Creations en dat Eric dit altijd voor haar verborgen gehouden had. Katherine Chancellor kwam uit Genoa City om dit te bevestigen. Stephanie nam het bedrijf over en ontsloeg Brooke en Eric en maakte Thorne directeur-generaal. Na lang aarzelen nam ze Brooke en Eric terug aan maar degradeerde hen en ze kregen een kantoor in de kelder.

### Quinn, Shauna en Carter
Na de dood van Stephanie trouwde Eric met Quinn Fuller, dit tegen de zin van de familie vanwege haar streken. Eric was er echter van overtuigd dat Quinn haar leven had gebeterd veranderd en bleef haar verdedigen. Jaren later kwam hij er achter dat Quinn samen met hartsvriendin Shauna Fulton Ridge en Brooke uit elkaar probeerde te drijven. Quinn was ervan overtuigd dat Ridge beter bij Shauna zou passen dan bij Brooke met wie zij op voet van oorlog stond leefde. Eric stuurde Quinn het huis uit en liet Shauna bij hem intrekken. Zij wist Eric zover te krijgen om Quinn een tweede kans te geven, maar blijkbaar niet van harte. Eric gedroeg zich afstandelijk met als gevolg dat Quinn troost zocht bij operationeel directeur en familievriend Carter Walton die zelf met relatieproblemen worstelde. Eric kwam er pas achter vlak voor hij zijn trouwgeloftes zou vernieuwen, en ditmaal leek het huwelijk definitief voorbij; Carter kreeg wel een herkansing, door te helpen de scheiding te regelen en geen contact meer te zoeken met Quinn. Eric veranderde van gedachten nadat Sheila Carter ongevraagd langskwam op de bruiloft van Steffy en dokter John Finnegan die haar hervonden zoon bleek te zijn. 
Eric nam Quinn weer in huis en vertelde haar in vertrouwen de echte reden van zijn afstandelijke gedrag.